# Eupsilia rufosatellitia
Eupsilia rufosatellitia är en fjärilsart som beskrevs av Tutt. Eupsilia rufosatellitia ingår i släktet Eupsilia och familjen nattflyn. Inga underarter finns listade i Catalogue of Life.